# Broteochactas gollmeri
Broteochactas gollmeri är en skorpionart som först beskrevs av Karsch 1879.  Broteochactas gollmeri ingår i släktet Broteochactas och familjen Chactidae. Inga underarter finns listade.